# 榎沢佐季子
榎沢 佐季子（えのさわ さきこ、1973年4月4日 - ）は、日本の元女優。

## 来歴・人物
小学校5年生の時に日本テレビ音楽学院に入学。1988年、東映不思議コメディーシリーズ第8作目となるテレビドラマ『じゃあまん探偵団 魔隣組』に古矢カオリ役でレギュラー出演。レギュラーとしては紅一点であり、「マドンナ」としてメディアで取り上げられた。
月刊投稿写真（サン出版＝現・マガジン・マガジン）1989年7月号では、巻頭で水着グラビアを披露していた。 

## エピソード
- 『じゃあまん探偵団 魔隣組』出演時には中学生だったが、小学生の役を演じていた。元々実年齢より幼く見られることがあり、遊園地も子供料金で入れたことがあったという[1]。
- 好きなタレントとして少年隊の東山紀之を挙げている[3][4]。

## 出演作品

### テレビドラマ
- じゃあまん探偵団 魔隣組（1988年、フジテレビ） - 古矢カオリ 役
- 探偵団スペシャル 魔隣組対覇悪怒組（ジゴマVS魔天郎）（1989年、フジテレビ） - 古矢カオリ 役
- 魔法少女ちゅうかないぱねま! 第9話（1989年9月17日、フジテレビ） - アヤ 役
- うたう!大龍宮城 第9話（1992年3月1日、フジテレビ） - サメ 役

### CM
- タカラブネ[1]
- バンダイ『ファミリートレーナー エアロビスタジオ』[1]
- 任天堂ファミリーコンピュータ[1]
- 東急不動産[1]